# Lijst van voetbalinterlands Malediven - Pakistan
Deze lijst van voetbalinterlands is een overzicht van alle officiële voetbalinterlands tussen de nationale teams van de Malediven en Pakistan. De landen hebben tot nu toe elf keer tegen elkaar gespeeld. De eerste ontmoeting, een wedstrijd tijdens de Zuid-Aziatische Spelen 1985, werd gespeeld in Dhaka (Bangladesh) op 22 december 1985. Het laatste duel, een vriendschappelijke wedstrijd, vond plaats op 21 maart 2023 in Gan.

## Wedstrijden
| №  | Plaats    | Datum            | Competitie                  | Wedstrijd            | Uitslag |
| -- | --------- | ---------------- | --------------------------- | -------------------- | ------- |
| 1  | Dhaka     | 22 december 1985 | Zuid-Aziatische Spelen 1985 | Pakistan − Malediven | 3 − 1   |
| 2  | Calcutta  | 22 november 1987 | Zuid-Aziatische Spelen 1987 | Pakistan − Malediven | 1 − 0   |
| 3  | Islamabad | 24 oktober 1989  | Zuid-Aziatische Spelen 1989 | Pakistan − Malediven | 2 − 0   |
| 4  | Colombo   | 29 december 1991 | Zuid-Aziatische Spelen 1991 | Pakistan − Malediven | 2 − 0   |
| 5  | Dhaka     | 18 januari 2003  | Zuid-Azië Cup 2003          | Pakistan − Malediven | 0 − 1   |
| 6  | Karachi   | 11 december 2005 | Zuid-Azië Cup 2005          | Pakistan − Malediven | 0 − 0   |
| 7  | Malé      | 3 juni 2008      | Zuid-Azië Cup 2008          | Malediven − Pakistan | 3 − 0   |
| 8  | New Delhi | 4 december 2011  | Zuid-Azië Cup 2011          | Malediven − Pakistan | 0 − 0   |
| 9  | Malé      | 12 februari 2013 | Vriendschappelijk           | Malediven − Pakistan | 1 − 1   |
| 10 | Malé      | 14 februari 2013 | Vriendschappelijk           | Malediven − Pakistan | 3 − 0   |
| 11 | Gan       | 21 maart 2023    | Vriendschappelijk           | Malediven − Pakistan | 1 − 0   |

## Samenvatting
| Competitie             | Totaal gespeeld | Winst Malediven | Gelijk | Winst Pakistan | Doelsaldo Malediven – Pakistan |
| ---------------------- | --------------- | --------------- | ------ | -------------- | ------------------------------ |
| Zuid-Azië Cup          | 4               | 2               | 2      | 0              | 4 − 0                          |
| Zuid-Aziatische Spelen | 4               | 0               | 0      | 4              | 1 − 8                          |
| Vriendschappelijk      | 3               | 2               | 1      | 0              | 5 − 1                          |
| Totaal                 | 11              | 4               | 3      | 4              | 10 − 9                         |

FAM · A-internationals · Maldivisch vrouwenelftal
1980 - 1989 · 
1990 - 1999 · 
2000 – 2009 · 
2010 – 2019 ·
2020 − 2029
Afghanistan ·
Bahrein ·
Bangladesh ·
Bhutan ·
Brunei ·
Cambodja ·
China ·
Comoren ·
Filipijnen ·
Guam ·
Hongkong ·
India ·
Indonesië ·
Iran ·
Jemen ·
Kirgizië ·
Laos ·
Libanon ·
Maleisië ·
Mauritius ·
Mongolië ·
Myanmar ·
Nepal ·
Oezbekistan ·
Oman ·
Pakistan ·
Palestina ·
Qatar ·
Seychellen ·
Singapore ·
Sri Lanka ·
Syrië ·
Tadzjikistan ·
Thailand ·
Turkmenistan ·
Vietnam ·
Zuid-Korea
PFF · A-Internationals · Olympisch elftal · Pakistaans vrouwenelftal
1950 – 1959 · 
1960 – 1969 · 
1970 – 1979 · 
1980 – 1989 · 
1990 – 1999 · 
2000 – 2009 · 
2010 – 2019 ·
2020 − 2029
Afghanistan ·
Bahrein ·
Bangladesh ·
Bhutan ·
Brunei ·
Cambodja ·
China ·
Djibouti ·
Filipijnen ·
Guam ·
India ·
Indonesië ·
Irak ·
Iran ·
Israël ·
Japan ·
Jemen ·
Jordanië ·
Kazachstan ·
Kenia ·
Kirgizië ·
Koeweit ·
Libanon ·
Macau ·
Malediven ·
Maleisië ·
Mauritius ·
Myanmar ·
Nepal ·
Noord-Korea ·
Oman ·
Palestina ·
Qatar ·
Saoedi-Arabië ·
Singapore ·
Sri Lanka ·
Syrië ·
Tadzjikistan ·
Taiwan ·
Thailand ·
Turkije ·
Turkmenistan ·
Verenigde Arabische Emiraten ·
Zuid-Korea ·
Zuid-Vietnam